# Chaetomium jabalpurense
Chaetomium jabalpurense är en svampart som beskrevs av J.P. Tewari, P.D. Agrawal & Lodha 1977. Chaetomium jabalpurense ingår i släktet Chaetomium och familjen Chaetomiaceae.   Inga underarter finns listade i Catalogue of Life.